# Oasis de l'espace
Oasis de l'espace est un roman de Pierre Barbet, publié en 1979 chez Fleuve noir, dans la collection : "Anticipation" n° 951  (ISBN 2-26501-135-5).

## Autres publications
C'est aussi la première partie du recueil Les Cités de l'espace
- publiée en 1997
- chez : Lefrancq
- Illustration : Olivier Frot
- (ISBN 2-87153-502-7)

## Résumé
Plusieurs îles de l'espace se trouvent à proximité de la Terre, chacune d'elles lancée par une puissance terrienne. La Russie en possède deux, le Youri Gagarine et le Valentina Terechkova. L'Europe possède le Von Braun dont Jacques Maurel est chargé du service de sécurité. Certains pays ne bénéficiant pas des ressources énergétiques envoyées par ces cités réclament leur part. Une révolte naît qui tente de prendre le contrôle des cités. Les iliens luttent pour reprendre le contrôle, mais pour éviter de nouvelles révoltes ils proposent à la Terre de fournir l'énergie plus équitablement. L'Inde et la Chine lancent leurs propre îles.